# Jack Snelling

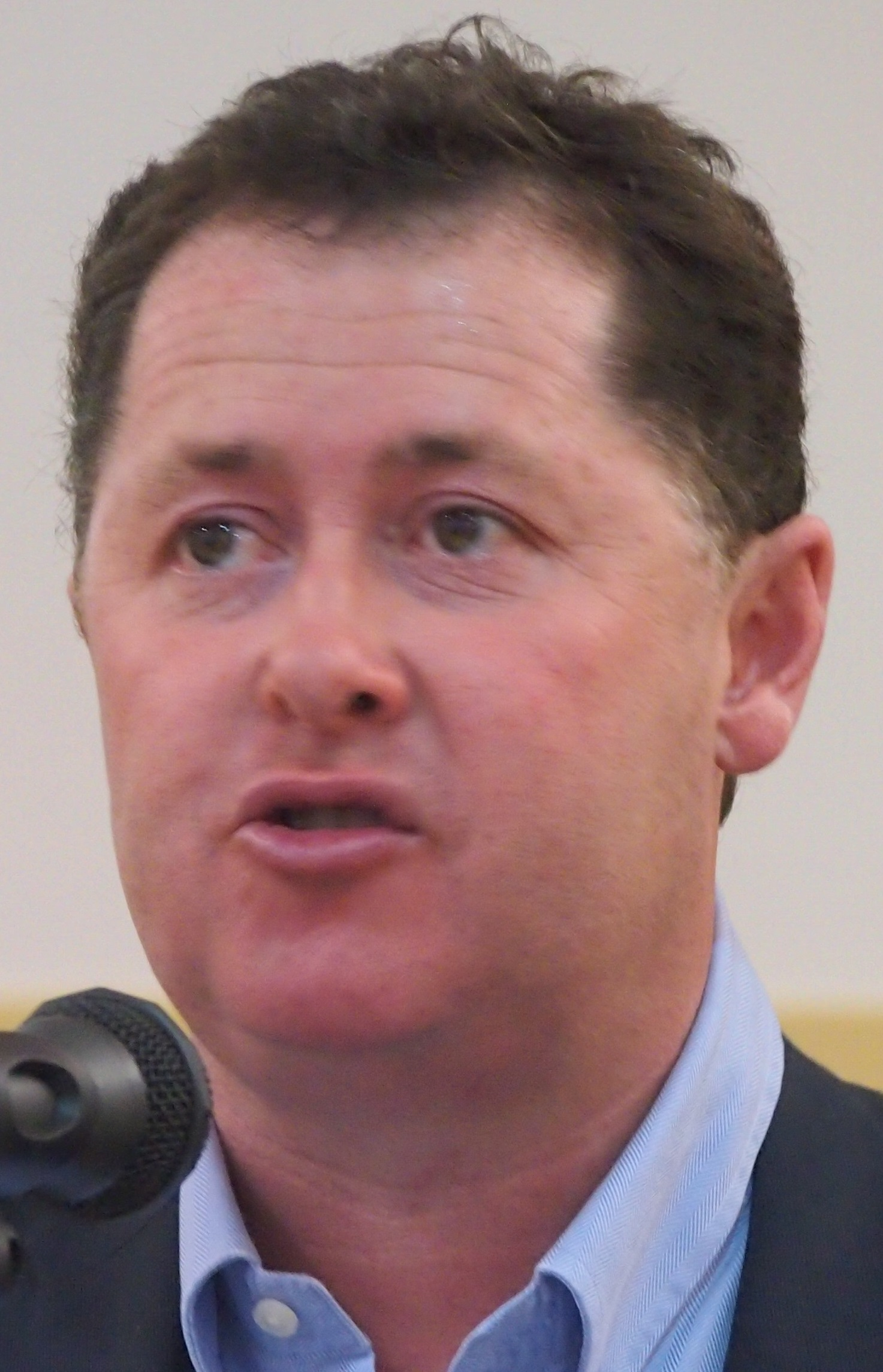
Jack Snelling (2016)

Hon. John „Jack“ James Snelling (* 8. November 1972 in North Adelaide, South Australia) ist ein australischer Politiker der Australian Labor Party (ALP), der zwischen 1997 und 2018 Mitglied des South Australian House of Assembly, von 2006 bis 2010 dessen Sprecher sowie mehrmals Minister war. Nachdem er aus der ALP ausgetreten war, gründete er 2021 die Family First Party.

## Leben

### Mitglied und Sprecher desSouth Australian House of Assembly
John „Jack“ James Snelling absolvierte nach dem Besuch der Blackfriars Priory School ein grundständiges Studium an der University of Adelaide, welches er mit einem Bachelor of Arts (BA) beendete. Er war danach als Mitarbeiter im Wahlkreisbüro der Australian Labor Party sowie für die Einzelhandelsgewerkschaft SDA (Shop, Distributive and Allied Employees’ Association). Daneben engagierte er sich als Mitglied im Para Hills Amateur Boxing Club.

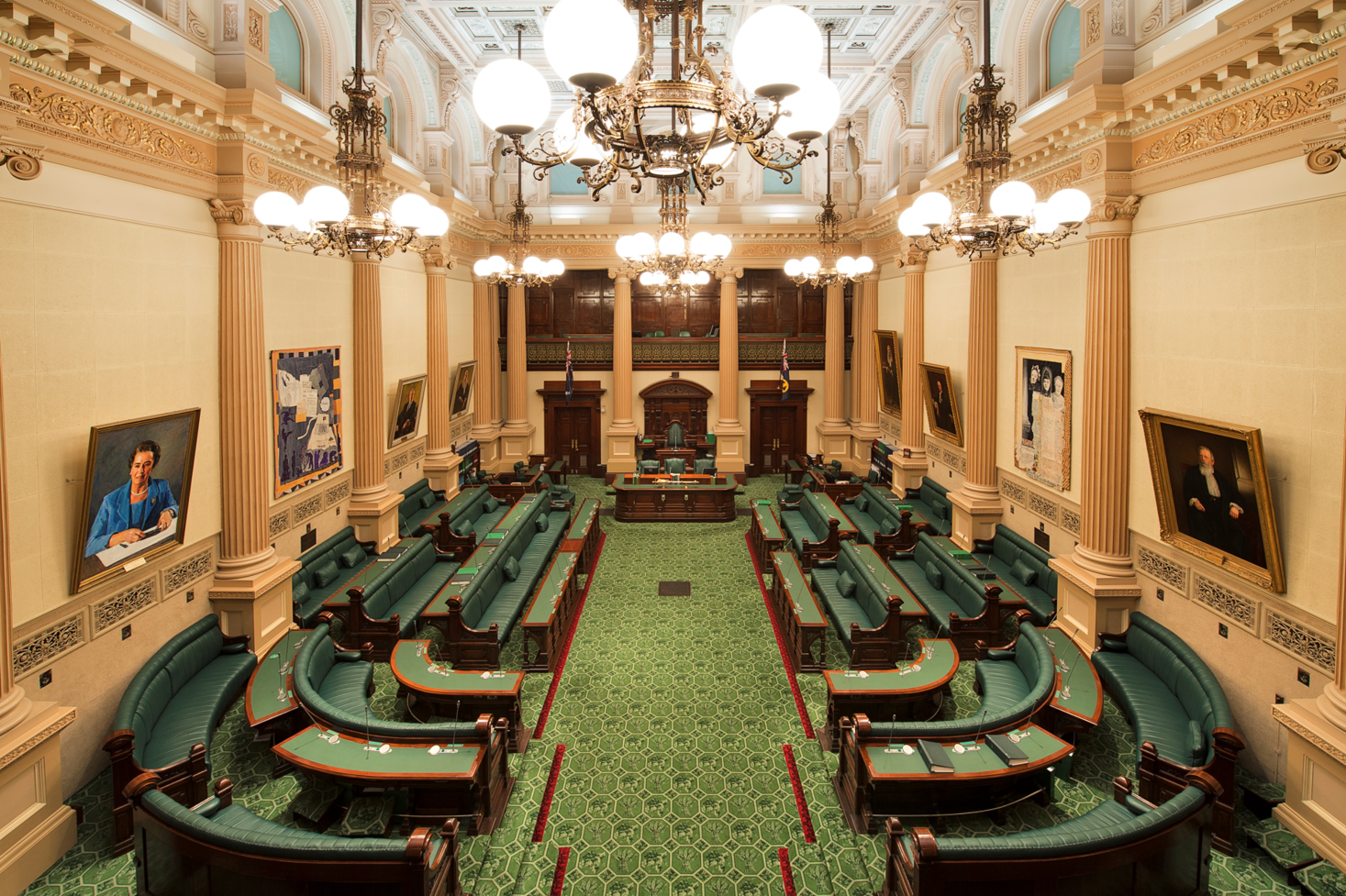
Snelling war zwischen 1997 und 2018 Mitglied sowie von 2006 bis 2010 Sprecher des South Australian House of Assembly, des Unterhauses des Parlaments.

Bei der Wahl am 11. Oktober 1997 wurde Snelling für die ALP als Nachfolger seines zum Bundessenator gewählten Parteifreundes John Quirke im Wahlkreis Playford erstmals zum Mitglied des South Australian House of Assembly gewählt, des Unterhauses des Parlaments von South Australia. Er war mit knapp 25 Jahren der damals jüngste Abgeordnete und vertrat diesen Wahlkreis bis zu seinem Verzicht auf eine erneute Kandidatur bei der Wahl am 17. März 2018, woraufhin dieser Wahlkreis von seinem Parteifreund Michael Brown übernommen wurde. Während seiner langjährigen Parlamentszugehörigkeit war er Mitglied zahlreicher Ausschüsse und fungierte unter anderem vom 7. Mai 2002 bis zum 1. Juni 2005 als Mitglied des Ausschusses für soziale Entwicklung sowie zugleich zwischen dem 7. Mai 2002 und dem 27. April 2006 des Ausschusses für Wirtschaft und Finanzen. Des Weiteren bekleidete er als Nachfolger von Bob Such vom 4. April 2005 bis zu seiner Ablösung durch Gay Thompson am 26. März 2006 als Deputy Speaker and Chairman of Committees die Posten als stellvertretender Sprecher und Vorsitzender der Ausschüsse der Legislativversammlung.
Auf der konstituierenden Sitzung der 52. Legislaturperiode wurde Jack Snelling am 27. April 2006 als Nachfolger des parteilosen Liberalen Bob Such als Speaker zum Sprecher des House of Assembly gewählt und bekleidete das Amt des Parlamentspräsidenten bis zum 25. März 2010, woraufhin seine Parteifreundin Lyn Breuer am 6. Mai 2010 dieses Amt übernahm. Während seiner Zeit als Sprecher der Legislativversammlung fungierte er zudem zwischen dem 27. April 2006 und dem 6. Mai 2010 als Mitglied des Geschäftsordnungsausschusses.

### Minister und Gründer derFamily First Party
Nach dem erneuten Wahlsieg der Labor Party bei der Wahl am 20. März 2010 wurde Jack Snelling am 25. März 2010 in die Regierung von Premierminister Mike Rann berufen und bekleidete in dieser bis zum 21. Oktober 2011 die Funktionen als Minister für Beschäftigung, Ausbildung und Weiterbildung (Minister for Employment, Training and Further Education) sowie als Mitglied des Exekutivrates (Executive Council). Darüber hinaus bekleidete er zwischen dem 25. März 2010 und dem 8. Februar 2011 auch die Posten als Minister für Veteranenangelegenheiten (Minister for Veterans’ Affairs) und als Minister für Straßensicherheit (Minister for Road Safety). Im Zuge von weiteren Umbildungen der Regierung von Premier Rann war er darüber hinaus vom 8. Februar bis zum 21. Oktober 2011 Schatzminister (Treasurer) und schließlich zwischen dem 23. Juni und dem 21. Oktober 2011 Minister für Arbeitnehmerrehabilitation (Minister for Workers Rehabilitation).
Nach dem Rücktritt von Premier Rann wurde Snelling am 21. Oktober 2011 auch in die Regierung von Ranns Nachfolger als Premier, Jay Weatherill, berufen und fungierte bis zum 21. Januar 2013 weiterhin als Schatzminister sowie bis zum 26. März 2014 auch wieder als Minister für Veteranenangelegenheiten. Darüber hinaus war er zwischen dem 21. Oktober 2011 bis zum 27. Mai 2014 Minister für Verteidigungsindustrie (Minister for Defence Industries). Im Zuge einer Umbildung der Regierung bekleidete er des Weiteren zwischen dem 21. Januar 2013 und dem 19. Januar 2016 als Minister für psychische Gesundheit und Drogenmissbrauch (Minister for Mental Health and Substance Abuse) sowie vom 21. Januar 2013 bis zum 26. März 2014 als Minister für Gesundheit und Altern (Minister for Health and Ageing). Im Rahmen einer weiteren Umbildung der Regierung von Premier Weatherill nach dem Wahlsieg der Labor Party bei den Wahlen am 15. März 2014 war Snelling zwischen dem 26. März 2014 und dem 18. September 2017 außerdem in Personalunion Gesundheitsminister (Minister for Health), Minister für die Gesundheitsindustrie (Minister for Health Industries) sowie Minister für Kunst (Minister for The Arts). Ferner gehörte er vom 21. Oktober 2011 bis zum 18. September 2017 weiterhin dem Exekutivrat als Mitglied an. Nach seinem Ausscheiden aus der Regierung war er bis zu seinem Ausscheiden aus der Legislativversammlung zwischen dem 26. September 2017 und dem 17. März 2018 noch Mitglied des Prüfungsausschusses für Gesetzgebung.
Nach seinem Austritt aus der Labor Party gründete Snelling 28. Juli 2021 zusammen mit dem ehemaligen Minister Tom Kenyon die Family First Party und sagte: „Wir sind sehr besorgt über die Religionsfreiheit und die Versuche, diese Freiheit einzuschränken.“ („We are very concerned about religious freedom and attempts to restrict that freedom“).
Aus der Ehe von Jack Snelling mit Lucia Snelling gingen sechs Kinder hervor.

## Hintergrundliteratur
- Parliament of South Australia: Statistical Record of the Legislature 1836–2007 (Memento vom 11. März 2019 im Internet Archive)
- Robert Martin: Responsible Government in South Australia, Band 2, Wakefield Press, 2009, ISBN 978-1-86254-844-2, S. 83 f. (Onlineversion (Auszug))

## Weblink
- Hon Jack Snelling. In: Parlament von South Australia. Abgerufen am 1. April 2024 (englisch).